# Ploudaniel
 Ploudaniel  (en bretón Plouzeniel) es una población y comuna francesa, situada en la región de Bretaña, departamento de Finisterre, en el distrito de Brest y cantón de Lesneven.

## Demografía
| 2630 | 2511 | 2558 | 3044 | 3406 | 3572 |
| Para los censos de 1962 a 1999 la población legal corresponde a la población sin duplicidades (Fuente: INSEE [Consultar]) |      |      |      |      |      |